# Нина Граховац
Нина Граховац (Бања Лука, 23. јануар 1975) српска је позоришна, телевизијска и филмска глумица.

## Биографија
Глуму је дипломирала 2003. на Академији уметности у Београду, у класи професорке Мирјане Карановић. Године 2002. дипломирала је Српску књижевност и језик на Филозофском факултету у Новом Саду . Прву професионалну представу "Контузов" одиграла је у Звездара театру. Предавала је на Академији уметности као професор Сценског говора од 2010 до 2016. године. Поред улога у позоришту остварила је запажене улоге и у телевизијским серијама. Најпознатија је по улози Марије Бауман из серије Црвени Месец и по улози поручника Љубинке Луковић из телевизијске серије Војна академија а играла је и у многим другим телевизијским серијама као што су Авионџије, Јунаци нашег доба, Једини излаз, Погрешан човек, Андрија и Анђелка, Фолк, Ургентни центар, Дама без блама, Мој рођак са села, Јелена...

## Филмографија
| Год.       | Назив                         | Улога                      |
| ---------- | ----------------------------- | -------------------------- |
| 2002.      | Акција Тигар                  | секретарица                |
| 2002.      | Пецине смицалице              | Суки                       |
| 2002−2003. | Лисице                        | секретарица                |
| 2003.      | Јагода у супермаркету         | касирка                    |
| 2004.      | Јелена                        | Драгана                    |
| 2005.      | Идеалне везе                  | спонзоруша                 |
| 2007.      | Сељаци                        | Каранфиловићка             |
| 2008.      | Мој рођак са села             | докторка                   |
| 2009.      | Свети Георгије убива аждаху   | Миланка                    |
| 2012.      | Дама без блама                | више улога                 |
| 2012−2014. | Војна академија               | Поручник Љубинка Луковић   |
| 2013.      | Револт                        | Бранка                     |
| 2014.      | Ургентни центар               | социјална радница Марковић |
| 2014.      | Фолк                          | госпођа Ловрић             |
| 2015.      | Плашко Храбровић              | спремачица Маца            |
| 2015,      | Бекле Бени                    | Раткова жена               |
| 2016.      | Андрија и Анђелка             | домарка                    |
| 2017.      | Синђелићи                     | медицинска сестра          |
| 2018.      | Погрешан човек                | Селма                      |
| 2019.      | Црвени месец                  | Марија Бауман              |
| 2019.      | Једини излаз                  | управница психијатрије     |
| 2019.      | Државни службеник             | аналитичарка               |
| 2021.      | Јунаци нашег доба             | Радмила                    |
| 2022.      | Авионџије                     | Драгана                    |
| 2022.      | Бележница професора Мишковића | Инспекторка Томић          |
| 2023.      | Херој улице                   | Невена                     |
| 2024-2025. | Пелагијин венац               | Сандра                     |